# Sugarland Express
The Sugarland Express är en amerikansk kriminaldramafilm från 1974. Återutgåvan på svenska heter Tjejen som spelade högt .

## Handling
Lou-Jean (Goldie Hawn) försöker återförena sin splittrade familj genom att hjälpa sin man att rymma från fängelse och tillsammans ta tillbaka deras son som placerats i ett fosterhem.
Deras plan verkar vara perfekt genomtänkt men saker går inte som planerat när de tvingas hålla en polis gisslan på deras väg till frihet.

## Rollista
- Goldie Hawn - Lou Jean
- Ben Johnson - Captain Tanner
- Michael Sacks - Slide
- William Atherton - Clovis
- Gregory Walcott - Mashburn
- Steve Kanaly - Jessup
- Louise Latham - Mrs. Looby
- Harrison Zanuch - Baby Langston
- A.L. Camp - Mr. Nocker